# رایانش همراه

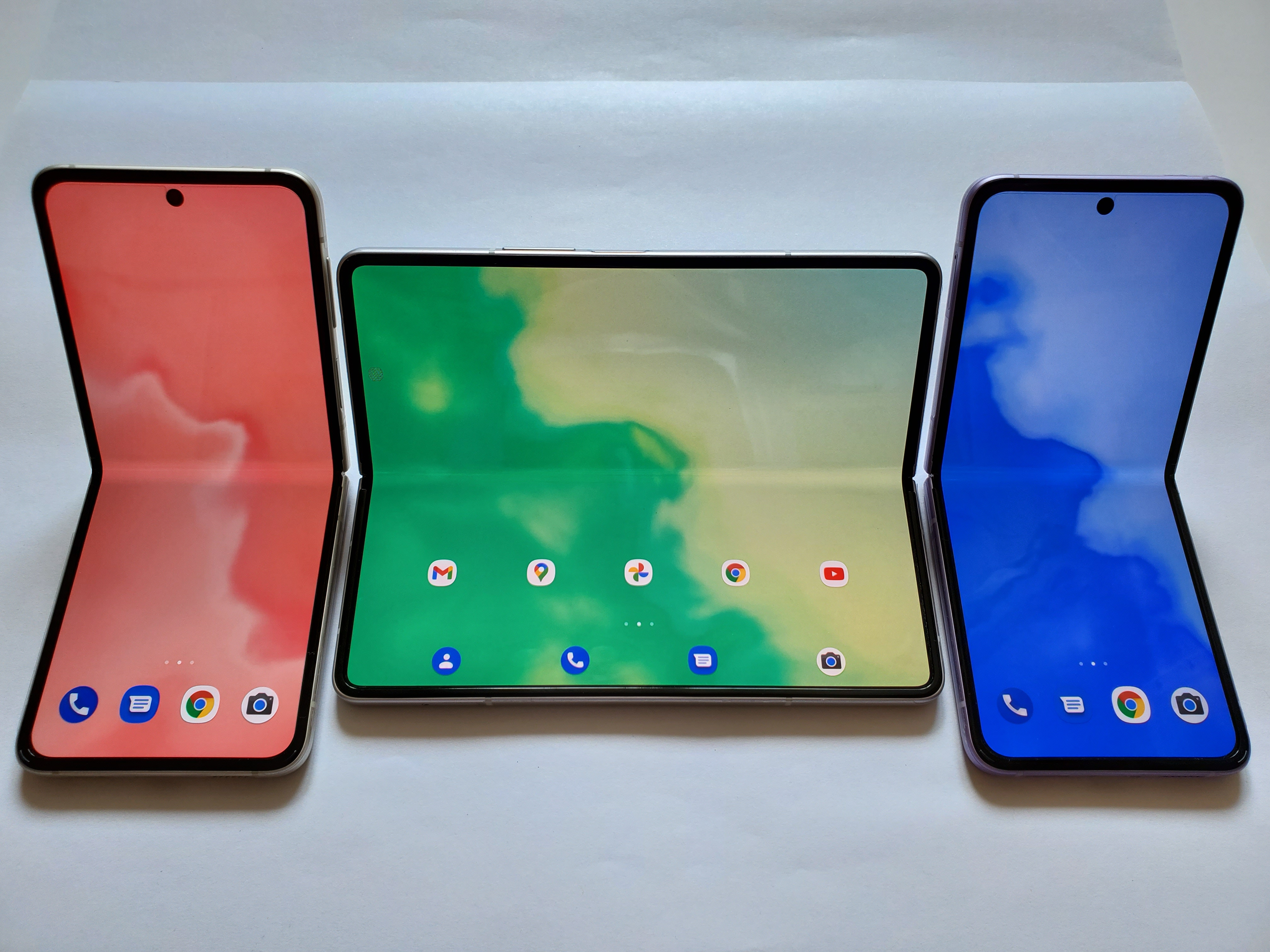
گوشی‌های هوشمند تاشو سامسونگ گلکسی، قابلیت مرور وب، دسترسی به ایمیل، پخش ویدیو، ویرایش اسناد، انتقال فایل، ویرایش تصویر و دیگر کارهای رایج در گوشی‌های هوشمند را دارند؛ گوشی هوشمند ابزاری برای رایانش همراه است.

رایانش همراه (به انگلیسی: Mobile computing) به گونه ای از تعامل انسان و رایانه گفته می شود که در آن انتظار می رود جایگاه رایانه در طول زندگی عادی انسان جابه‌جا شود و امکان انتقال داده‌ها، نظیر انتقال صدا و تصویر را فراهم کند.  رایانش همراه، شامل ارتباطات همراه، سخت‌افزار همراه و نرم‌افزار همراه می‌باشد.
موارد ارتباطاتی، شامل شبکه‌های موقت و شبکه‌های زیرساخت و همچنین ویژگی‌های ارتباطی، پروتکل‌ها، فرمت‌های داده و فناوری‌های مشخص هستند.
سخت‌افزار شامل دستگاه‌های همراه و یا اجزای دستگاه می‌شود و در آخر نرم‌افزار همراه، به ویژگی‌ها و الزامات اپلیکیشن‌های همراه می‌پردازد.
گوشی‌های تلفن همراه را می‌توان با سیستم عاملهای مختلفی همچون آی او اس، اندروید، بلک بری، ویندوز فون و دیگر موارد معرفی کرد که امروزه تنها اندروید با پوسته‌های مختلف، از شرکت‌های مختلف سازنده تلفن همراه و از IOS  اپل سهم اصلی بازار را در دست دارند .

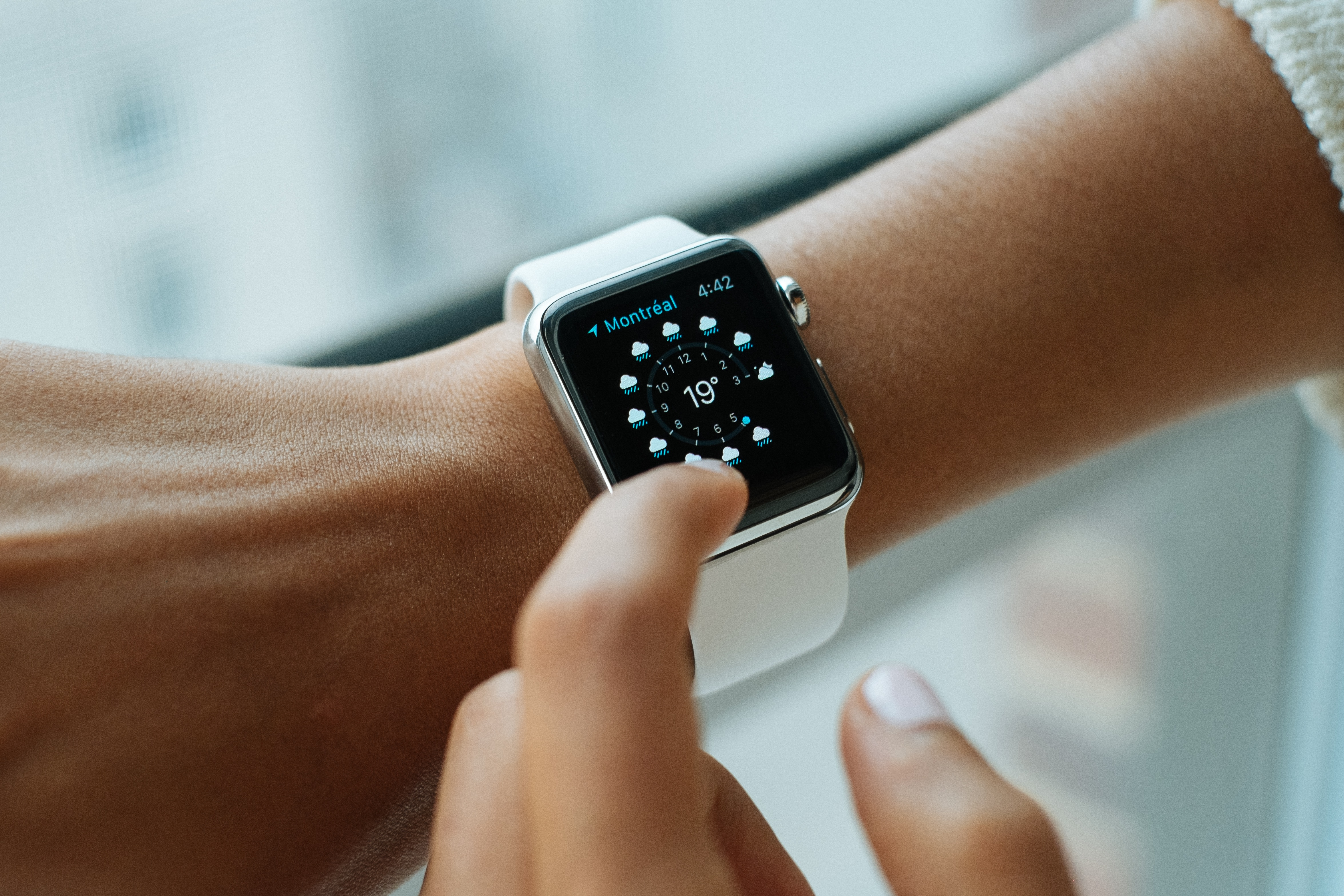
ساعت مچی هوشمند (رایانه پوشیدنی)، اپل واچ

## دستگاه های محاسباتی قابل حمل
چندین دسته از دستگاه‌های محاسباتی قابل حمل می‌توانند با باتری کار کنند، اما معمولاً به عنوان لپ‌تاپ طبقه‌بندی نمی‌شوند: رایانه‌های قابل حمل، رایانه‌های شخصی PDA ، رایانه‌های شخصی فوق سیار (UMPC)، تبلت‌ها و تلفن‌های هوشمند.
- یک کامپیوتر قابل حمل (منقطع) یک کامپیوتر همه منظوره است که می توان آن را به راحتی از مکانی به مکان دیگر منتقل کرد، اما نمی توان در حین حمل و نقل از آن استفاده کرد، معمولاً زیرا به "تنظیم" و منبع تغذیه AC نیاز دارد. معروف ترین مثال آزبورن 1 است . رایانه های قابل حمل را رایانه های شخصی "قابل حمل" یا "قابل حمل" نیز می نامند.
- دستیار دیجیتال شخصی ( PDA) (تصفیه شده) یک کامپیوتر کوچک، معمولاً جیبی، با عملکرد محدود است. این برنامه برای تکمیل و همگام سازی با یک رایانه رومیزی، دسترسی به مخاطبین، دفترچه آدرس، یادداشت ها، ایمیل و سایر ویژگی ها در نظر گرفته شده است.
- یک کامپیوتر فوق‌العاده متحرک (منقطع) یک رایانه با امکانات کامل و اندازه PDA است که یک سیستم عامل همه منظوره را اجرا می‌کند.
- تبلت / تلفن: یک تبلت تخته سنگی شبیه یک دفترچه یادداشت کاغذی است. گوشی‌های هوشمند همان تبلت‌ها هستند، اما تنها تفاوت آن‌ها با گوشی‌های هوشمند این است که بسیار کوچک‌تر هستند. به جای صفحه کلید فیزیکی، این دستگاه ها دارای یک صفحه نمایش لمسی شامل ترکیبی از صفحه کلید مجازی هستند، اما همچنین می توانند از طریق بلوتوث بی سیم یا USB به صفحه کلید فیزیکی متصل شوند . این دستگاه‌ها شامل ویژگی‌هایی هستند که دیگر سیستم‌های رایانه‌ای نمی‌توانند از آن استفاده کنند، مانند دوربین‌های داخلی، به دلیل قابل حمل بودن - اگرچه برخی از لپ‌تاپ‌ها دارای یکپارچه‌سازی دوربین هستند و دسکتاپ و لپ‌تاپ‌ها می‌توانند از طریق USB به وب‌کم متصل شوند.
- یک ماشین کارپوتر در یک خودرو نصب شده است. این به عنوان یک کامپیوتر بی سیم، سیستم صوتی، GPS و پخش کننده DVD عمل می کند. همچنین دارای نرم افزار پردازش متن است و با بلوتوث سازگار است.
- پنتاپ (منقطع) یک دستگاه محاسباتی به اندازه و شکل یک قلم است. این دستگاه به عنوان یک ابزار نوشتن، پخش کننده MP3، مترجم زبان، دستگاه ذخیره سازی دیجیتال و ماشین حساب عمل می کند.
- کامپیوتر مخصوص برنامه، کامپیوتری است که برای یک برنامه خاص طراحی شده است. به عنوان مثال، Ferranti یک رایانه موبایل دستی مخصوص برنامه کاربردی ( MRT-100 ) را در قالب کلیپ بورد برای انجام نظرسنجی معرفی کرد .

مرزهایی که این دسته‌ها را از هم جدا می‌کنند، گاهی مبهم هستند. به عنوان مثال، OQO UMPC همچنین یک رایانه لوحی در اندازه PDA است. Apple eMate شکل تاشوی لپ تاپ را داشت اما نرم افزار PDA را اجرا می کرد. سری لپ‌تاپ‌های اچ‌پی Omnibook شامل دستگاه‌هایی بود که به اندازه کافی کوچک بودند که به آنها رایانه‌های شخصی فوق‌متحرک می‌گفتند. سخت افزار تبلت اینترنتی نوکیا 770 اساساً همان سخت افزار PDA مانند Zaurus 6000 است. تنها دلیلی که به آن PDA نمی گویند این است که نرم افزار PIM ندارد . از سوی دیگر، هر دو 770 و Zaurus می توانند برخی از نرم افزارهای لینوکس دسکتاپ را اجرا کنند، معمولاً با تغییراتی.

## نیتی درگیر در موبایل
امنیت موبایل در محاسبات موبایل اهمیت فزاینده ای پیدا کرده است ؛ از آنجایی که به امنیت اطلاعات شخصی که اکنون در تلفن هوشمند ذخیره شده است ، نگرانی خاصی دارد . برنامه‌های تلفن همراه ممکن است داده‌های کاربر را از این دستگاه‌ها به سرور راه دور بدون اجازه کاربران و اغلب بدون رضایت کاربران کپی کنند.  نمایه‌های کاربر که به‌طور خودکار در فضای ابری برای کاربران گوشی‌های هوشمند ایجاد می‌شوند، نگرانی‌های مربوط به حریم خصوصی را در همه پلت‌فرم‌های اصلی، از جمله، اما نه محدود به، ردیابی مکان  و جمع‌آوری داده‌های شخصی،  بدون توجه به تنظیمات کاربر، ایجاد می‌کنند. روی دستگاه 
کاربران و کسب‌وکارهای بیشتری از گوشی‌های هوشمند به عنوان ابزاری برای برنامه‌ریزی و سازماندهی کار و زندگی خصوصی خود استفاده می‌کنند. در درون شرکت ها، این فناوری ها باعث ایجاد تغییرات عمیق در سازماندهی سیستم های اطلاعاتی می شوند و به همین دلیل منشأ خطرات جدیدی شده اند. در واقع، گوشی‌های هوشمند حجم فزاینده‌ای از اطلاعات حساس را جمع‌آوری و جمع‌آوری می‌کنند که دسترسی به آنها باید کنترل شود تا از حریم خصوصی کاربر و مالکیت معنوی شرکت محافظت شود.
همه گوشی های هوشمند هدف حملات ترجیحی هستند. این حملات از نقاط ضعف مربوط به گوشی‌های هوشمند استفاده می‌کنند که می‌توانند از وسایل ارتباط از راه دور بی‌سیم مانند شبکه‌های WiFi و GSM ناشی شوند . همچنین حملاتی وجود دارند که از آسیب‌پذیری‌های نرم‌افزاری هم از مرورگر وب و هم از سیستم عامل سوء استفاده می‌کنند. در نهایت، اشکالی از نرم افزارهای مخرب وجود دارند که بر دانش ضعیف کاربران معمولی تکیه دارند.
اقدامات متقابل امنیتی مختلفی در حال توسعه و اعمال برای تلفن های هوشمند است، از امنیت در لایه های مختلف نرم افزار گرفته تا انتشار اطلاعات به کاربران نهایی. روش‌های خوبی وجود دارد که باید در همه سطوح، از طراحی گرفته تا استفاده، از طریق توسعه سیستم‌عامل‌ها ، لایه‌های نرم‌افزاری و برنامه‌های قابل دانلود، رعایت شوند.

## محدودیت ها
- توسعه پذیری، قابلیت تعویض و ماژولار بودن: برخلاف رایانه های شخصی مبتنی بر مادربرد سنتی، معماری SoC که در آن تعبیه شده است، این ویژگی ها را غیرممکن می کند.
- فقدان بایوس از آنجایی که اکثر دستگاه‌های هوشمند فاقد بایوس مناسب هستند، قابلیت‌های بوت‌لود آن‌ها محدود است، زیرا برخلاف مدل بایوس رایانه شخصی، تنها می‌توانند در سیستم عاملی که با آن عرضه شده است بوت شوند.
- محدوده و پهنای باند: دسترسی به اینترنت موبایل عموماً با استفاده از فناوری هایی مانند GPRS و EDGE و اخیراً شبکه های HSDPA  HSUPA ،3G و 4G و همچنین شبکه 5G پیشنهادی، کندتر از اتصالات مستقیم کابلی است . این شبکه ها معمولاً در محدوده ای از دکل های تلفن همراه تجاری موجود هستند. شبکه های محلی بی سیم پرسرعت ارزان هستند اما برد بسیار محدودی دارند.
- استانداردهای امنیتی: هنگام کار با تلفن همراه، فرد به شبکه های عمومی وابسته است و نیاز به استفاده دقیق از VPN دارد . امنیت یک نگرانی اصلی در مورد استانداردهای محاسباتی سیار در ناوگان است. می توان به راحتی از طریق تعداد زیادی از شبکه های متصل از طریق خط به شبکه خصوصی مجازی حمله کرد.
- مصرف برق: هنگامی که پریز برق یا ژنراتور قابل حمل در دسترس نیست، کامپیوترهای همراه باید کاملاً به انرژی باتری متکی باشند. همراه با اندازه جمع و جور بسیاری از دستگاه های تلفن همراه، این اغلب به این معنی است که برای به دست آوردن عمر باتری لازم باید از باتری های غیرعادی گران قیمت استفاده شود.
- تداخل های انتقال: آب و هوا، زمین و برد از نزدیکترین نقطه سیگنال همگی می توانند در دریافت سیگنال اختلال ایجاد کنند. پذیرش در تونل ها، برخی ساختمان ها و مناطق روستایی اغلب ضعیف است.
- خطرات بالقوه سلامتی: افرادی که در حین رانندگی از دستگاه های تلفن همراه استفاده می کنند، اغلب حواسشان از رانندگی پرت می شود و بنابراین احتمال می رود در تصادفات رانندگی درگیر شوند.  (در حالی که این ممکن است بدیهی به نظر برسد، بحث قابل توجهی در مورد اینکه آیا ممنوعیت استفاده از دستگاه تلفن همراه هنگام رانندگی باعث کاهش تصادفات می شود وجود دارد.  ) تلفن های همراه ممکن است با دستگاه های پزشکی حساس تداخل داشته باشند. سوالاتی در مورد تابش تلفن همراه و سلامتی مطرح شده است.
- رابط انسان با دستگاه: صفحه‌نمایش‌ها و صفحه‌کلیدها معمولا کوچک هستند، که ممکن است استفاده از آنها را سخت کند. روش های ورودی جایگزین مانند تشخیص گفتار یا دست خط نیاز به آموزش دارد.

## محاسبات درون خودرو و محاسبات ناوگان
ین اشکال دستگاه های محاسباتی سیار به شرح زیر است:
- رایانه‌های قابل حمل، واحدهای فشرده و سبک وزن شامل صفحه‌کلید با مجموعه کاراکتر کامل و عمدتاً به‌عنوان میزبان نرم‌افزارهایی که ممکن است پارامتر شوند، مانند لپ‌تاپ / رایانه رومیزی ، تلفن‌های هوشمند / تبلت و غیره در نظر گرفته شده است.

- کارت‌های هوشمندی که می‌توانند چندین برنامه را اجرا کنند، اما معمولاً برای پرداخت، سفر و دسترسی به منطقه امن استفاده می‌شوند.

- تلفن های همراه ، دستگاه های تلفنی که می توانند از راه دور از طریق فناوری شبکه تلفن همراه تماس بگیرند .

- رایانه‌های پوشیدنی ، عمدتاً محدود به کلیدهای کاربردی هستند و عمدتاً برای ترکیب نرم‌افزارهایی مانند دستبند، ایمپلنت‌های بدون کلید و غیره در نظر گرفته شده‌اند.

انتظار می رود این کلاس ها دوام بیاورند و مکمل یکدیگر باشند و هیچ کدام به طور کامل جایگزین دیگری نشوند.
انواع دیگری از کامپیوترهای همراه از دهه 1990 معرفی شدند، از جمله:
- کامپیوتر قابل حمل (تعطیلی)
- دستیار دیجیتال شخصی / دستیار دیجیتال سازمانی (تقویت شده)
- PC Ultra-Mobile (توقف شده)
- لپ تاپ
- رایانه لوحی
- کامپیوتر پوشیدنی
- کتابخوان الکترونیکی
- کارپوتر
- کامپیوتر دستی

## اصول اصلی
- قابلیت حمل: دستگاه ها/گره های متصل به سیستم محاسباتی سیار باید تحرک را تسهیل کنند. این دستگاه‌ها ممکن است دارای قابلیت‌های دستگاه محدود و منبع تغذیه محدود باشند، اما باید از قابلیت پردازش کافی و قابلیت حمل فیزیکی برای کار در یک محیط متحرک برخوردار باشند.
- اتصال: این کیفیت خدمات (QoS) اتصال شبکه را تعریف می کند. در یک سیستم محاسباتی سیار، انتظار می‌رود در دسترس بودن شبکه در سطح بالایی با حداقل مقدار تاخیر/خرابی بدون تحت‌تاثیر تحرک گره‌های متصل، حفظ شود.
- تعامل: گره های متعلق به یک سیستم محاسباتی سیار برای ارتباط و همکاری از طریق تراکنش های فعال داده ها به یکدیگر متصل می شوند.
- فردیت: یک دستگاه قابل حمل یا یک گره سیار متصل به یک شبکه تلفن همراه اغلب به یک فرد اشاره می کند. یک سیستم محاسباتی سیار باید بتواند فناوری را برای پاسخگویی به نیازهای فردی و همچنین به دست آوردن اطلاعات متنی هر گره اتخاذ کند